# Le Premier Cercle (roman)
Le Premier Cercle (В круге первом) est un roman d'Alexandre Soljenitsyne commencé en 1955, plusieurs fois remanié et publié en 1968.
Le titre du roman évoque le premier des neuf cercles de l'Enfer dans La Divine Comédie de Dante.
Le roman se déroule en décembre 1949 dans une charachka, prison-institut de recherche où le système carcéral stalinien utilisait les compétences de certains scientifiques condamnés. Soljenitsyne a lui-même fait partie d'une telle charachka et le roman qu'il en tire est en grande partie autobiographique. L'écrivain dédie d'ailleurs Le Premier Cercle à ses « amis de la charachka ».

## Circonstances de la rédaction et de la publication

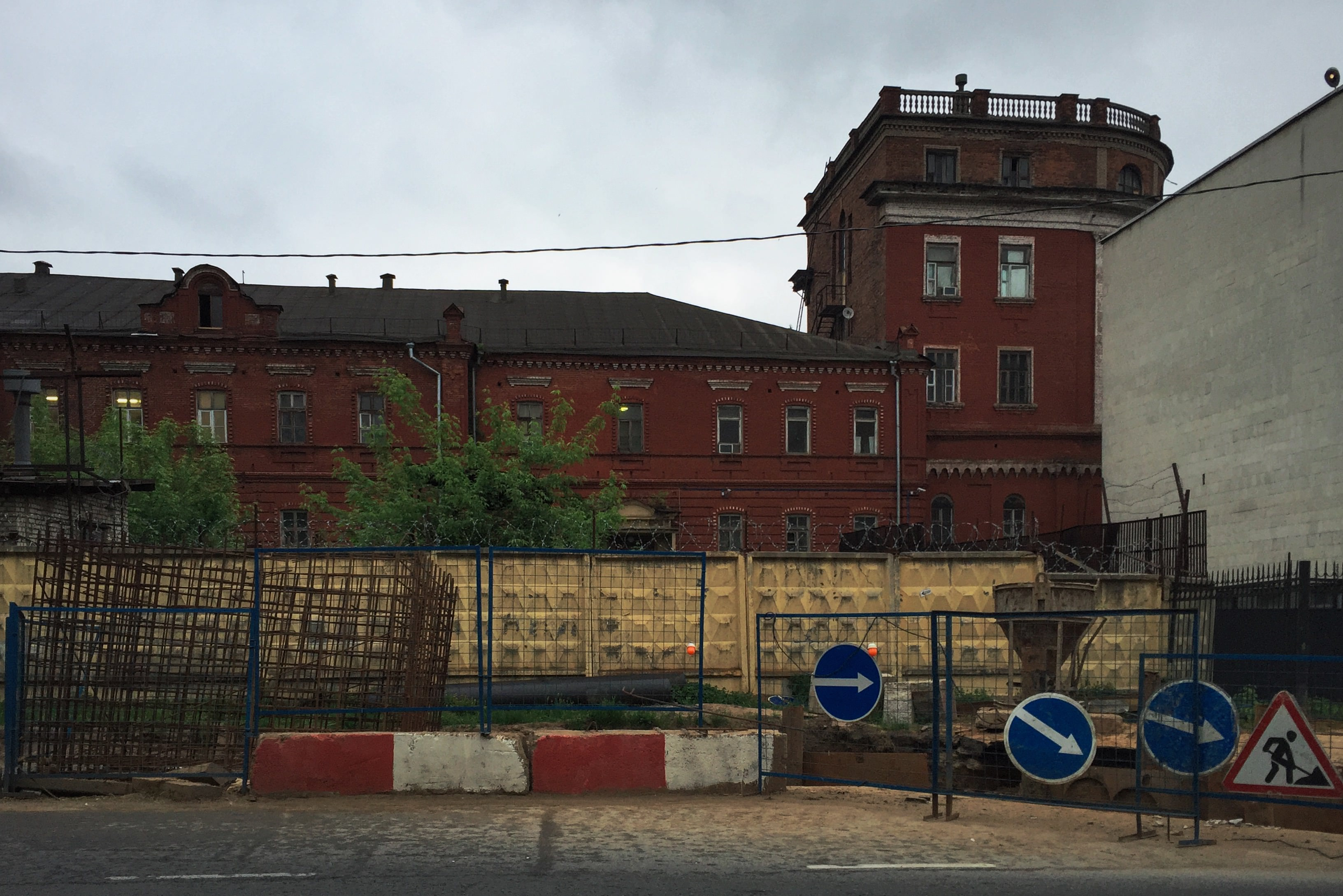
Bâtiment ayant hébergé l’ancien laboratoire de recherche à Mavrino, dans la banlieue de Moscou (bâtiment réaménagé depuis en musée de la Cryptographie).

Soljenitsyne, officier d'artillerie pendant la guerre, est arrêté en février 1945 et condamné à 8 ans de camps de travail au Goulag. Libéré en 1953, il est placé en relégation à perpétuité dans une petite ville du nord-est du Kazakhstan, Kok-Terek, où il est instituteur. En 1959, réhabilité par la Cour suprême dans le cadre de la déstalinisation menée par Nikita Khrouchtchev, il peut rentrer en Russie et s'installe à Riazan. En 1962, grâce au soutien de Khrouchtchev, est publié par la revue Novy Mir son récit Une journée d'Ivan Denissovitch.
La rédaction du Premier Cercle a commencé dès 1955 à Kok-Terek, puis le texte a connu de nombreuses vicissitudes.
Une première version est achevée en 1957, mais Soljenitsyne poursuit son travail. En 1958, les deuxième et troisième versions sont détruites par sécurité. Une quatrième version est écrite en 1962, que l'auteur juge définitive.
En 1963, une version tronquée (87 chapitres) est acceptée par la censure soviétique et admise par Novy Mir, mais elle ne sera pas publiée. Le régime se durcit en effet de nouveau après la chute de Khrouchtchev (octobre 1964).
En septembre 1965, des exemplaires de cette version abrégée sont saisis par le KGB. Elle est néanmoins transmise en Occident en 1967, en même temps qu'elle est diffusée en URSS par le samizdat. En 1968, des versions russes sont publiées en Grande-Bretagne et en Allemagne, qui vont servir de fondement aux traductions (dès 1968 aux États-Unis, en France, en Allemagne et en Italie).
Durant l'été 1968 paraît une septième version complète (96 chapitres) et définitive. Mais elle est restée ignorée du Samizdat.

### Historique des éditions
En russe (éditions de 1968)
- В первом кругу, Londres, Flegon-Press, 1968.
- V pervom krugu, Francfort, Fischer, 1968 (reproduction de l’édition originale de Harper and Row, New-York, 1968)
- V kruge pervom, Belgrade, M.Čudina, [ca 1968]
- V kruge pervom, Londres, Collins, 1968.

En anglais (éditions de 1968)
- The First Circle, New York, Harper & Row, 1968, traduction de Thomas P Whitney
- The First Circle, New York, Bantam Books, 1968.
- The First Circle, Londres, Collins, coll. « Fontana Books » 1968,

En français
- Le Premier Cercle, Paris, Robert Laffont, coll. « Pavillons », 1968, traduction d’Henri-Gabriel Kybarthi.
- Le Premier Cercle, Paris, Fayard, 1982.
- Le Premier Cercle : version définitive dans une traduction nouvelle, Paris, Librairie générale française, coll. « Le Livre de Poche », 1983, traduction de Louis Martinez
- Le Premier Cercle, Paris, Robert Laffont, coll. « Pavillons poche », 2018, traduction de Louis Martinez

En allemand (édition de 1968)
- Der erste Kreis der Hölle, Francfort, S. Fischer, 1968.

En italien (édition de 1968)
- Il primo cerchio, Milan, A. Mondadori, coll. « Nuova collana Mondadori », 1968.

## Exergue du roman
« De nos jours, les livres russes ne surnagent qu'en perdant leurs plumes. Tel est leur destin. On l'a vu il n'y a pas si longtemps avec Le Maître et Marguerite de Boulgakov : les plumes nous sont revenues après coup, au fil de l'eau. Il en est de même pour le roman que voici. Pour lui donner une vague apparence de vie, pour le présenter à un éditeur, je l'ai rogné, mutilé de mes propres mains, ou plutôt je l'ai démonté puis rebâti et c'est sous cette forme qu'on l'a connu.
Bien qu'il soit trop tard pour tout rattraper et redresser, le voici dans sa vérité. Je dois dire qu'en le restituant je l'ai çà et là corrigé : j'avais alors quarante ans, j'en ai maintenant cinquante.
Écrit de 1955 à 1957
Défiguré en 1964
Réécrit en 1968 »

— Alexandre Soljenitsyne, Le Premier Cercle.

## Le récit
En décembre 1949, la charachka de Mavrino, dans la banlieue de Moscou, se consacre à la mise au point d'un système de codage téléphonique devant garantir à Staline la sécurité de ses communications.
Le récit commence le soir du samedi 24 décembre 1949 et s'achève le mardi 27 décembre vers midi.
Le 24 décembre, Innokenty Volodine, un diplomate d'assez haut rang téléphone depuis une cabine publique à un professeur de médecine pour l'avertir qu'il va être victime d'une provocation des services secrets. Mais la ligne est sur écoute, l'appel est enregistré.
Le ministre de la Sécurité d'État Abakoumov charge alors la charachka d'identifier son auteur. Après deux jours de recherches intensives sur cinq cadres du Ministère des Affaires étrangères, il ne reste plus que deux suspects (dont Volodine) : l'enquête est interrompue, les deux hommes sont arrêtés et condamnés à perpétuité. Le lundi soir, Volodine est arrêté et conduit à la Loubianka où il passe sa première nuit de détenu ; le mardi matin, il est conduit à son premier interrogatoire (non décrit).
Cette intrigue policière n'est qu'un élément du roman : l'essentiel pour Soljenitsyne est l'étude les relations qui existent entre les prisonniers, entre les prisonniers et les employés libres, entre les prisonniers et les gardiens, entre les gardiens subalternes et les officiers, entre les officiers et les hautes autorités, notamment le ministre et Staline lui-même.
Le récit s'intéresse particulièrement au détenu Gleb Nerjine, qui durant ces quelques jours, bénéficie d'une visite inattendue de son épouse (le dimanche matin), mais qui est aussi placé sur une liste de vingt détenus transférés dans d'autres établissements du Goulag. Le mardi matin, ces détenus sont préparés et embarqués dans un véhicule déguisé en camion de livraison alimentaire, qui les emmène à la prison de la Boutyrka (fin du récit).

## Les personnages
- les zeks
  - Gleb Vikentyevitch Nerjine : mathématicien âgé de 31 ans ayant des notions de linguistique (travaille au laboratoire d'Acoustique), il est caractérisé par son scepticisme et est proche de Roubine (malgré leurs différences de points de vue) ;
  - Lev Grigoryevitch Roubine : philologue (spécialiste de la langue allemande), 36 ans ; toujours marxiste, il considère que Staline, malgré tout, reste l'incarnation du sens de l'Histoire (travaille au laboratoire d'Acoustique sur un "appareil à photographier le langage"),
  - Valentin Martinevitch Pryantchikov : ingénieur en chef sur le projet Vocoder et amateur de musique Jazz (travaille au laboratoire d'Acoustique),
  - Dmitri Aleksandrovitch Sologdine : ingénieur, 40 ans, dont la lubie consiste à s'exprimer en Langage de Clarté (c'est-à-dire sans jamais recourir aux mots d'origine étrangère),
  - Rostislav Vadimitch Doronine (Ruska ou Roussia) : mécanicien, 23 ans, spécialiste en faux papiers, il joue un double jeu car il est indicateur pour les officiers toute en divulguant des informations importantes aux zeks,
  - Spiridon Danielevitch Iegorov : paysan, condamné pour avoir vécu plus ou moins librement en Allemagne pendant la guerre, c'est l'homme à tout faire de la charachka ; lui et Nerjine sont liés d'amitié
  - Iakov Ivanovitch Mamourine, ancien chef des transmissions spéciales détenu au "no 7" et surnommé "Masque de fer",
  - Alexandre Bobynine, ingénieur responsable du "langage clippé" (travaille au no 7),
  - André Andreievitch Potapov, ingénieur spécialiste en réseaux à haute tension et en barrages (travaille au no 7),
  - Illia Terentievitch Khorobrov, ingénieur expert en radio (travaille au no 7),
  - Vladimir Erastovitch Tchelnov, professeur en mathématiques fameux, jadis membre-correspondant de l'Académie des sciences, devenu un "zek itinérant" (mis à la disposition de Béria qui le fait transférer de charachka en charachka afin de "résoudre au plus vite quelques problèmes en souffrance"),
  - Hippolyte Mikhalytch Kondrachov-Ivanov, "peintre-serf" à Mavrino (entretenu à la charachka afin de peindre des toiles pour garnir les pièces de la Section technique spéciale et les logis personnels de différentes autorités telles que Foma Gourianovitch),
  - Grigori Borissovitch Abramson, emprisonné de longue date pour cause de combats politiques (contrairement à la majorité des zeks qui sont des "prisonniers de guerre"), trotkiste et lecteur du Comte de Monte-Cristo,
  - Hilarion Pavlovitch Guerassimovitch, "théoricien de la révolution de palais",
  - Arthur Siromakha, indicateur pour les officiers,
- les autorités
  - Joseph Staline, né Iossif Vissarionovitch Djougachvili surnommé Sosso puis Kova, (1878-1953), qui vient de fêter ses 70 ans ; Soljenitsyne le présente le soir du 24 décembre, assez déprimé dans la solitude de sa datcha, puis lors d'une entrevue avec Abakoumov, durant laquelle est évoqué un projet d'attentat contre Tito
  - Viktor Semionovitch Abakoumov (1908-1954), chef du ministère de la Sécurité d'État (MGB)
  - Selivanovki, secrétaire d'Etat chargé des transmissions, vice-ministre et bras droit d'Abakoumov,
  - général de division Foma Oskoloupov, chef du département des équipements spéciaux, dont le modèle est Foma Jelezov (1909-1986),
  - Mikhaïl Dmitrievitch Rioumine, ancien comptable d'une coopérative de consommateurs dans un canton obscur devenu instructeur titulaire affecté aux affaires spéciales de l'appareil central du SMERSH
  - général de division Slovouta, accusateur public et ami du procureur Makaryguine
- les officiers et cadres de la charachka
  - colonel (du génie) Anton Nikolaïevitch Yakonov, âgé d'une cinquantaine d'années, responsable de la partie scientifique ; sa position est précaire car la recherche sur le codage a pris du retard (par rapport aux promesses initiales), et d'autant plus qu'il a lui-même été prisonnier au Goulag dans les années 1930. Ce passé lui ferme les portes du Parti.
  - commandant (du génie) Adam Veniaminovitch Roitman, adjoint et rival de Yakonov, prix Staline pour la découverte du premier système de codage téléphonique (désormais considéré comme primitif). Accessoirement, il est le voisin du dessous du procureur Makaryguine.
  - lieutenant-colonel Klimentiev, responsable de la partie prison, 45 ans,
  - commandant Chikine, officier de sécurité de l'institut
  - commandant Mychine, officier de sécurité de la prison,
  - lieutenant Nadelachine (adjudant récemment promu officier dont le père est tailleur) ; pas excessivement rigoureux, il est apprécié par les zeks et surnommé "l'adjutenant"
  - lieutenant Serafina Vitalievna X (Simotchka) : amie de Nerjine, elle envisage une liaison avec lui, mais il y renonce à la suite de la visite de son épouse ; quand il est sur le point de quitter Mavrino, elle accepte de prendre des documents lui appartenant. Ce personnage à un modèle réel, Anna Vassilievna Isaeva (1924-1991), qui a effectivement conservé des écrits de Soljenitsyne jusqu'en 1956, en prenant de sérieux risques ; elle a cependant poursuivi sa carrière dans les services de sécurité, atteignant le grade de commandant.
  - Stepanov Boris Sergueïevitch, secrétaire de la section du Parti communiste à Mavrino
- autres
  - Nadya Ilichichna Nerjine (Nadejda) : épouse de Gleb Nerjine (elle obtient de Klimentiev, rencontré dans le métro, une rencontre avec son époux, qui a lieu le 25 décembre à la prison de Lefortovo ; puis le récit la suit dans le logement qu'elle partage avec quelques étudiantes et où elle reçoit la visite de Chtchagov)
  - Innokenti Artemyevitch Volodine : conseiller d'État de 2e classe, diplomate, fonctionnaire du ministère des Affaires étrangères
  - Piotr Afanassievitch Makaryguine : procureur, général de brigade
  - Dotnara Petrovna Makaryguine : fille cadette du précédent, épouse d'Innokenti Volodine,
  - Dinera Makaryguine, fille du procureur, épouse d'un écrivain célèbre (Nicolas Arkadievitch Galakhov),
  - Clara Petrovna Makaryguine, une autre fille du procureur (sa mère est morte en couche juste après sa naissance), célibataire, employée libre à la charachka où elle est devenue l'amie du zek Ruska Doronine,
  - Chtchagov : ami de Nadia Nerjine, ancien soldat, il est aussi introduit dans le cercle des Makaryguine,
  - Larissa Nikolaïevna Emina : employée libre de la charachka (copiste), elle a une liaison avec le zek Sologdine,
  - Douchan Radovitch, serbe, ex-professeur à l'institut du professorat rouge, ami du procureur Makaryguine,

## Adaptation
Le livre fait l’objet d’une adaptation pour la télévision en 1992 (en) par Sheldon Larry avec Christopher Plummer, F. Murray Abraham, Victor Garber et Corinne Touzet.
Le Premier cercle (opéra) en 4 actes d'après Gilbert Amy, Opéra de Lyon (1999).